# HBR Ludwigsburg
Die HBR Ludwigsburg war eine Handballspielgemeinschaft aus der Region Ludwigsburg.

## Geschichte
Seit Mitte des Jahres 2005 wurden zwischen den beiden in der 2. Handball-Bundesliga spielenden Traditionsvereinen TSG Ludwigsburg-Oßweil und TV Kornwestheim, der inzwischen im SV Salamander Kornwestheim aufgegangen ist, erste Gespräche zur Gründung einer Spielgemeinschaft geführt. Nachdem die Gespräche zu Beginn des Jahres 2006 zwischenzeitlich unterbrochen wurden, beschlossen die beiden bisherigen Erzrivalen im Mai 2006 die Gründung einer am Spielbetrieb der 2. Bundesliga Süd teilnehmenden Spielgemeinschaft zu Beginn der Saison 2006/07. Diese wurde mit Ende der Saison 2006/07 wieder aufgelöst.
Die Nachfolge der HBR in der zweiten Handball-Bundesliga sollte der TVK-Nachfolger SV Salamander Kornwestheim antreten, während die TSG Ludwigsburg-Oßweil zur Saison 2007/2008 in der fünfthöchsten Spielklasse (Württembergliga) antritt.
Unter dem Namen SVK Salamander Stuttgart sollte die Zweitligamannschaft ab der Saison 2007/08 in der Stuttgarter Porsche-Arena antreten, was aber, wie voraussehbar, nicht funktionieren konnte. Die TVK Marketing & Management GmbH & Co. KG, die im Besitz der Bundesliga-Lizenz ist, beantragte am 12. Juli 2007 das Insolvenzverfahren, woraufhin die Stadt Stuttgart die Verträge mit dem Verein gekündigt hatte. Nachdem die Mannschaft zunächst den Spielbetrieb in der Saison 2007/08 in der Zweiten Bundesliga als SV Salamander Kornwestheim aufrechterhalten wollte, teilte der Insolvenzverwalter bereits gut eine Woche nach Beginn des Insolvenzantragsverfahrens mit, dass keine Sanierungschance mehr bestehe. Der Spielbetrieb der ersten Herrenmannschaft musste daher eingestellt werden. Die bisherigen Spieler erhielten die sofortige Freigabe für einen Vereinswechsel.
Nach den Statuten der Handball-Bundesliga (HBL) stand der Verein somit als erster Absteiger der Saison 2007/08 fest. Der SV Salamander Kornwestheim trat in der Spielzeit 2007/08 in der Landesliga an und schaffte den Aufstieg in die Württembergliga, in der der Sportverein in der Saison 2008/2009 antrat.

## Spielstätte
Die HBR Ludwigsburg trug ihre Heimspiele in drei unterschiedlichen Sporthallen aus: der Rundsporthalle Ludwigsburg, der Mehrzweckhalle in Ludwigsburg-Ossweil und zu Testzwecken in der Stuttgarter Porsche-Arena.
Ab der Saison 2007/08 wollte die Mannschaft des SVK Salamander ausschließlich in der Stuttgarter Porsche-Arena antreten. Aufgrund der Insolvenz des Vereins wurden die entsprechenden Verträge in der Zwischenzeit von der Stadt Stuttgart gekündigt.